# Caveman (Schauspiel)
Caveman ist der deutsche Titel des Broadway-Monodramas Defending the Caveman von Rob Becker. Das Stück handelt von den Missverständnissen zwischen Männern und Frauen. Über 8 Millionen Menschen weltweit haben dieses Stück bereits im Theater gesehen; die Aufführungen fanden in mehr als 15 Sprachen und in über 30 Ländern statt.

## Inhalt
In einer Mischung aus Stand-up-Comedy, Vortrag und Therapiesitzung wird versucht, den „Geschlechterkrieg“ aufzulösen. Abwechselnd wird dabei für die männliche und die weibliche Seite Partei ergriffen.

## Cavemanin den USA
1991 wurde das Stück zum ersten Mal komplett aufgeführt. Becker, der das Stück bis 2003 selbst spielte, arbeitete von 1988 bis 1991 daran. Verschiedene Ideen und Ausschnitte verwandte er bereits vor der Erstaufführung bei Auftritten in anderem Rahmen.
Später übernahmen u. a. die Schauspieler Chris Sullivan und Kevin Burke die Rolle des Solo-Darstellers; sie wurden anfänglich von Rob Becker trainiert. Derzeit gibt es Dutzende von Schauspielern, welche die Rolle rund um den Globus verkörpern.
Seit 1995 wird das Stück ununterbrochen am Broadway aufgeführt. Es ist das am längsten aufgeführte Solostück in der Geschichte des Broadway.

## Cavemanin Deutschland und in der Schweiz
Seit 2000 wird das Stück in der Übersetzung von Kristian Bader und der Inszenierung von Esther Schweins in Deutschland aufgeführt. Es war bereits in über 70 deutschen Städten sowie im Dezember 2010 am Arosa Humor-Festival in der Schweiz zu sehen. Erster Caveman-Darsteller in Deutschland war Kristian Bader, weitere Darsteller z. B. Karsten Kaie, Martin Luding, Holger Dexne, Felix Theissen, Raúl Gonzalez, Ingolf Lück, Christoph Schobesberger, Milton Welsh, Karl Bruchhäuser, Volker Meyer-Dabisch,  Cyrill Berndt und Guido Fischer. In Österreich verkörpert Adi Hirschal den Caveman. Mit „Deaf Caveman“ brachte Marco Lipski eine Adaption in Deutscher Gebärdensprache auf die Bühne.
2023 wurde das Stück unter der Regie von  Laura Lackmann auch verfilmt. Moritz Bleibtreu spielte die Hauptrolle, Esther Schweins ist in eine Episodenrolle zu sehen.
Unter dem Titel „Caveman. Das Buch: Du sammeln, ich jagen!“ wurde das Stück vom Autor Daniel Wiechmann im Jahr 2008 als erweiterte Lesefassung ins Deutsche übertragen.